# Göktürk Satranç SK
Göktürk Satranç SK, pełna nazwa Göktürk Satranç Spor Kulübü – turecki klub szachowy z siedzibą w Stambule, mistrz kraju z 2022 roku.

## Historia
Klub jest prowadzony przez Göktürk Satranç Akademi, szachową akademię powstałą w 2022 roku. W sezonie 2022 klub zadebiutował w Süper Satranç Ligi i zdobył mistrzostwo kraju, przed Türk Hava Yolları SK i Deniz Su Aquamatch Satranç GSK. Kadrę drużyny stanowili wówczas Parham Maghsudlu, Yu Yangyi, Kiriłł Szewczenko, Mustafa Yılmaz, Emre Can, Raja Rithvik R, Burak Fırat, Kayra Kamer, Kübra Öztürk i Özgür Kumral. Również w 2022 roku turecki zespół zadebiutował w Pucharze Europy. Klub wygrał wówczas z Blackthorne, BŠŠ Frýdek-Místek, SK Absam i Schach ohne Grenzen, zremisował z Clichy-Echecs 92 i Andreu Valencia oraz przegrał z Asnières – Le Grand Échiquier, w końcowej klasyfikacji zajmując jedenaste miejsce. W 2023 roku Göktürk Satranç SK zajął czwarte miejsce w krajowej lidze. W Pucharze Europy klub zajął trzecie miejsce, za Offerspill SK i 1. Novoborským ŠK. Zespół uzyskał zwycięstwa nad Skákfélag Akureyrar, Víkingaklúbburinn, ŠK Dunajská Streda, CA Silla, SC Viernheim i Türk Hava Yolları SK, natomiast przegrał z Asnières – Le Grand Échiquier. W składzie zespołu znajdowali się wówczas Vahap Şanal, Mustafa Yılmaz, Emre Can, Cem Kaan Gökerkan, Eray Kılıç, Deniz Özen oraz Özgür Kumral. W 2024 roku Göktürk Satranç SK ponownie był czwarty w Süper Satranç Ligi.

## Arcymistrzowie w historii klubu
- Ante Brkić[9]
- Emre Can[3]
- Daniel Dardha[9]
- Burak Fırat[3]
- Cem Kaan Gökerkan[7]
- Parham Maghsudlu[3]
- Raja Rithvik R[3]
- Vahap Şanal[10]
- Kiriłł Szewczenko[3]
- Yu Yangyi[3]
- Mustafa Yılmaz[3]